# Budzisk-Strużka
Budzisk-Strużka est une localité polonaise de la voïvodie de Podlachie et du powiat de Sokółka.